# Coppa di Francia 2016-2017 (hockey su pista)
La Coppa di Francia 2016-2017 è stata la 16ª edizione dell'omonima competizione francese di hockey su pista riservata alle squadre di club. La competizione ha avuto luogo dal 17 settembre 2016 e si è conclusa con la final four a Nantes dal 22 al 23 aprile 2017.
Il torneo è stato vinto dallo SCRA Saint-Omer per la quarta volta nella sua storia superando in finale il Nantes.

## Risultati

### Primo turno
| Squadra 1         | Risultato | Squadra 2    |
| ----------------- | --------- | ------------ |
| 17 settembre 2016 |           |              |
| Lesneven          | 3 - 15    | Saint-Brieuc |
| Loudéac           | 1 - 5     | Quintin      |

### Secondo turno
| Squadra 1      | Risultato | Squadra 2         |
| -------------- | --------- | ----------------- |
| 8 ottobre 2016 |           |                   |
| Briard         | 5 - 9     | Sporting Fontenay |
| Quintin        | 7 - 6     | Crehen            |
| Saint-Brieuc   | 3 - 6     | Ergué-Gabéric     |

### Terzo turno
| Squadra 1         | Risultato | Squadra 2        |
| ----------------- | --------- | ---------------- |
| 5 novembre 2016   |           |                  |
| ASTA Nantes       | 3 - 13    | Poiré Roller     |
| Drancy            | 5 - 4     | Villejuif        |
| Ergué-Gabéric     | 2 - 4     | Plonéour-Lanvern |
| Gujan-Mestras     | 7 - 10    | Biarritz         |
| Mouilleron        | 0 - 12    | Nantes           |
| Quintin           | 7 - 10    | Pacé             |
| Sporting Fontenay | 1 - 11    | Noisy-le-Grand   |

### Ottavi di finale
| Squadra 1        | Risultato | Squadra 2       |
| ---------------- | --------- | --------------- |
| 10 dicembre 2016 |           |                 |
| Aix-les-Bains    | 2 - 5     | SCRA Saint-Omer |
| Biarritz         | 3 - 9     | La Vendéenne    |
| Drancy           | 1 - 16    | Mérignac        |
| Nantes           | 2 - 0     | Coutras         |
| Noisy-le-Grand   | 4 - 2     | Gazinet-Cestas  |
| Pacé             | 3 - 2     | Ploufragan      |
| Poiré Roller     | 4 - 5     | Quévert         |
| Plonéour-Lanvern | n.d.      | Vaulx-en-Velin  |

### Quarti di finale
| Squadra 1        | Risultato | Squadra 2      |
| ---------------- | --------- | -------------- |
| 4 marzo 2017     |           |                |
| Nantes           | 6 - 5     | Mérignac       |
| Plonéour-Lanvern | 2 - 8     | La Vendéenne   |
| Quévert          | 7 - 3     | Pacé           |
| SCRA Saint-Omer  | 6 - 2     | Noisy-le-Grand |

### Final Four

#### Semifinali
| Arbitri: | Delanoe Franck Rizzotti Stephane |

|  |                |  |
|  | Shootout 4 – 2 |  |

| Nantes 22 aprile 2017 | Quévert                             | 5 – 7 referto | Nantes | Salle du Croissant\| Arbitri: \| Melo Santos Nuno Miguel Novo Carlos \| |
| Arbitri:              | Melo Santos Nuno Miguel Novo Carlos |               |        |                                                                         |

#### Finale
| Nantes 23 aprile 2017 | SCRA Saint-Omer                        | 5 – 2 referto | Nantes | Salle du Croissant\| Arbitri: \| Delanoe Franck Melo Santos Nuno Miguel \| |
| Arbitri:              | Delanoe Franck Melo Santos Nuno Miguel |               |        |                                                                            |